# Landkreis Gemünden am Main
Der Landkreis Gemünden am Main, amtlich Landkreis Gemünden a.Main ist ein ehemaliger Landkreis im bayerischen Regierungsbezirk Unterfranken. Vor dem Beginn der bayerischen Gebietsreform am Anfang der 1970er Jahre umfasste der Landkreis 27 Gemeinden.
Entsprechend dem Namen des Verwaltungssitzes hieß er zunächst Landkreis Gemünden und ab 13. Juni 1961 Landkreis Gemünden am Main.

## Geographie

### Wichtige Orte
Die größten Orte waren Gemünden, Rieneck, Burgsinn und Gräfendorf.

### Nachbarkreise
Der Landkreis grenzte 1972 im Uhrzeigersinn im Nordwesten beginnend an die Landkreise Gelnhausen und Schlüchtern (beide in Hessen) sowie  Brückenau, Hammelburg, Karlstadt und Lohr (alle in Bayern).

## Geschichte

### Bezirksamt

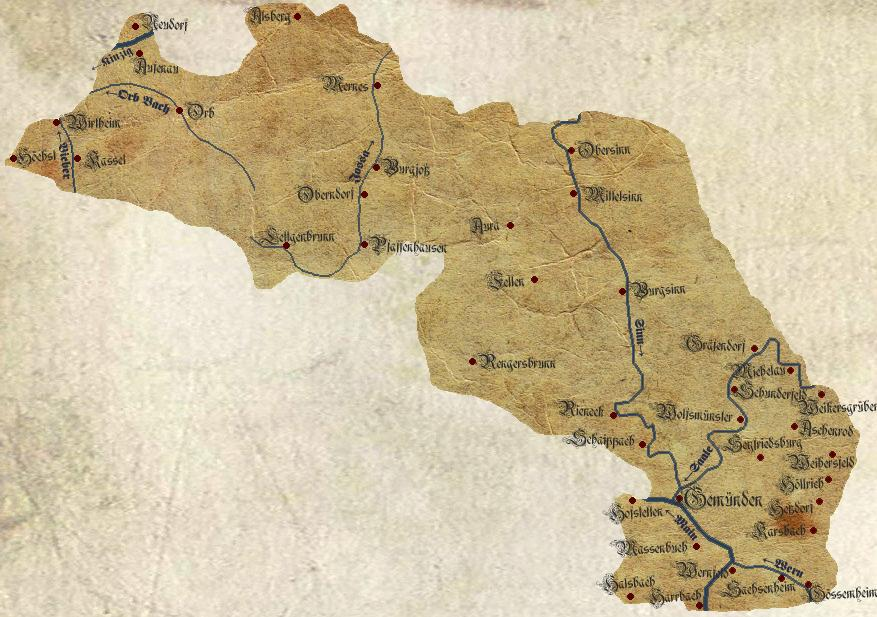
Verwaltungsgebiet des Bezirksamtes Gemünden um 1865

Das Bezirksamt Gemünden wurde im Jahr 1862 durch den Zusammenschluss der Landgerichte älterer Ordnung Gemünden und Orb gebildet.
Am 15. April 1868 wurden die an Preußen abgetretenen Gemeinden des Bezirksamtes Gemünden dem Kreis Gelnhausen in der Provinz Hessen-Nassau zugewiesen. Betroffene Gemeinden waren Alsberg, Aufenau, Burgjoß, Höchst, Kassel, Lettgenbrunn, Mernes, Neudorf, Oberndorf, Pfaffenhausen, Wirtheim und Orb. Das ebenfalls zum Bezirk Orb gehörende Dorf Aura verblieb in Bayern.
Im Jahr 1872 wurde das Bezirksamt Gemünden ins Bezirksamt Lohr am Main eingegliedert.
Im Jahr 1902 wurde das Bezirksamt Gemünden am Main durch Ausgliederung aus dem Bezirksamt Lohr am Main wieder neu gebildet.
Die Gemeinde Halsbach wechselte am 1. Januar 1905 vom Bezirksamt Gemünden am Main ins Bezirksamt Lohr am Main.

### Landkreis
Am 1. Januar 1939 wurde wie sonst überall im Deutschen Reich die Bezeichnung Landkreis eingeführt. So wurde aus dem Bezirksamt der Landkreis Gemünden am Main.
Am 1. Juli 1972 wurde der Landkreis im Zuge der Gebietsreform in Bayern aufgelöst und mit den damaligen Landkreisen Marktheidenfeld, Karlstadt und Lohr am Main zum Landkreis Mittelmain zusammengefasst. Am 1. Mai 1973 erhielt der neue Landkreis die heute gültige Bezeichnung Landkreis Main-Spessart.

## Einwohnerentwicklung
| Jahr | Einwohner | Quelle |
| ---- | --------- | ------ |
| 1864 | 23.979    | [ 7 ]  |
|      |           |        |
| 1910 | 15.498    | [ 8 ]  |
| 1925 | 15.754    | [ 9 ]  |
| 1939 | 16.162    | [ 10 ] |
| 1950 | 21.967    | [ 11 ] |
| 1960 | 20.800    | [ 12 ] |
| 1971 | 21.900    | [ 13 ] |

## Gemeinden
Der Landkreis Gemünden umfasste 27 Gemeinden, davon zwei Städte.

Landkreis Gemünden am Main, Gemeindegrenzenkarte von 1961

Städte
1. Gemünden am Main
2. Rieneck

Weitere Gemeinden
1. Adelsberg
2. Aschenroth
3. Aura im Sinngrund
4. Burgsinn
5. Fellen
6. Gössenheim
7. Gräfendorf
8. Harrbach
9. Heßdorf
10. Höllrich
11. Hofstetten
12. Karsbach
13. Massenbuch
14. Michelau an der Saale
15. Mittelsinn
16. Obersinn
17. Rengersbrunn
18. Sachsenheim
19. Schaippach
20. Schonderfeld
21. Seifriedsburg
22. Weickersgrüben
23. Wernfeld
24. Weyersfeld
25. Wolfsmünster

## Kfz-Kennzeichen
Am 1. Juli 1956 wurde dem Landkreis bei der Einführung der bis heute gültigen Kfz-Kennzeichen das Unterscheidungszeichen GEM zugewiesen. Es wurde bis zum 3. August 1974 ausgegeben.